# سان فيورانو
سان فيورانو؛ ( لوديجيانو : سان فيورن ) هي كوموني (بلدية) في مقاطعة لودي في المنطقة الايطالية لومباردي الإيطالية، وتقع على بعد حوالي 60 كيلومتر (37 ميل) جنوب شرق ميلانو وحوالي ٢٥ كيلومتر (١٦ ميل) جنوب شرق لودي. اعتبارًا من 31 ديسمبر 2004 ، كان عدد سكانها 1724 نسمة ومساحتها ٨.٩ كيلومتر مربع (٤.٣ ميل مربع). 
بلدية سان فيورانو تحتوي على فرازيوني (التقسيمات الفرعية، القرى والنجوع بشكل رئيسي) كامبون، ديفيزيا، لازاريتو، وريجون.
تقع سان فيورانو على حدود البلديات التالية: كودوجنو، ماليو، فومبيو، سانتو ستيفانو لوديجيانو.

## الصور

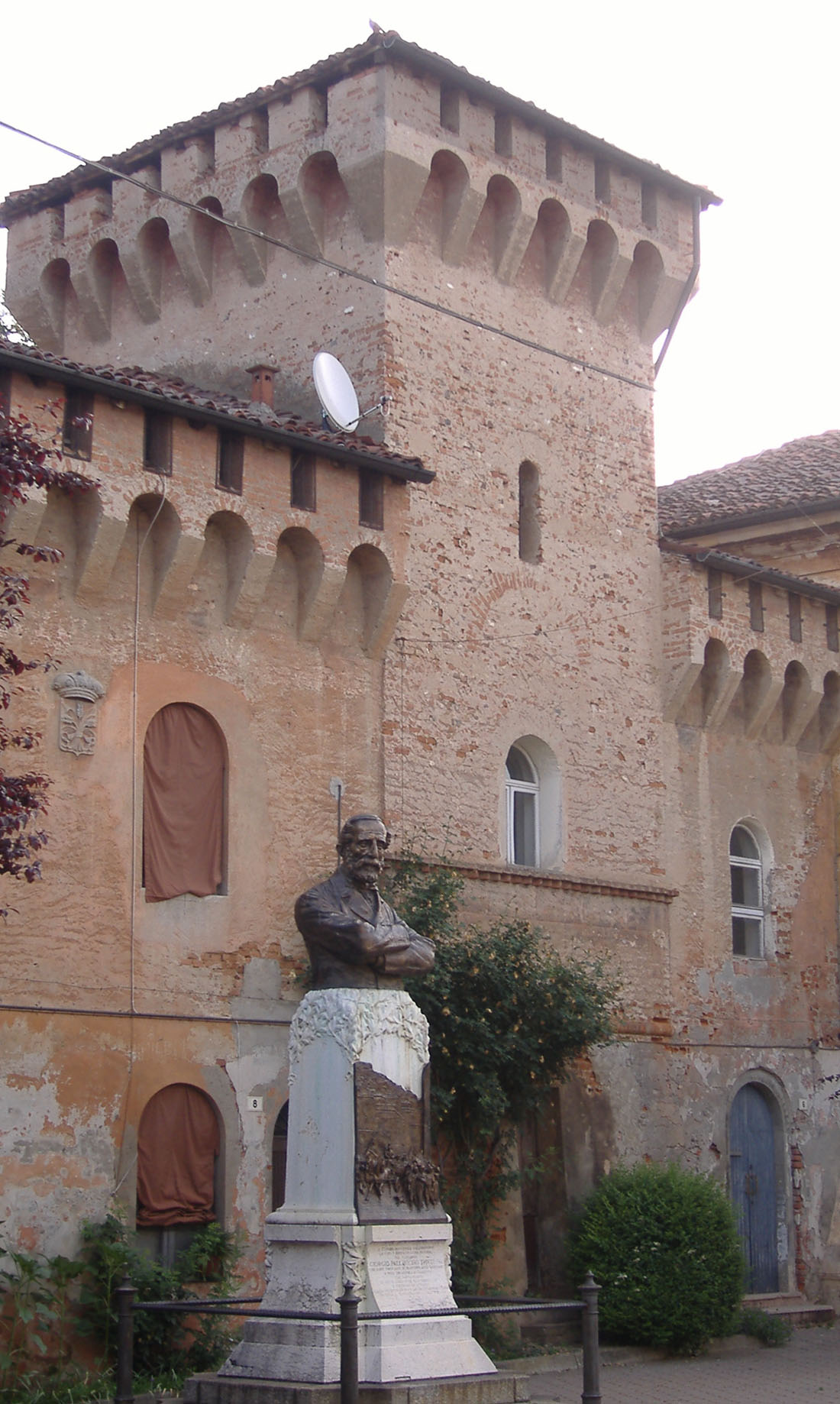
قلعة سان فيورانو
لازاريتو

## روابط خارجية
- www.comune.sanfiorano.lo.it/
- سان فيورانو على الإنترنت: بوابة مخصصة لسان فيورانو ولقديس سان فيورانو ، القديس فلوريان أوف لورتش
- التاريخ والصور والمعلومات عن سان فيورانو وقديسها القديس فلوريان من لورتش